# Emma Carney
Emma Elizabeth Carney (* 29. Juli 1971 in Bourne End) ist eine ehemalige australische Triathletin. Sie ist zweifache Weltmeisterin auf der Triathlon-Kurzdistanz (1994, 1997).

## Werdegang
Emma Carney wurde in England geboren, aber ihre Eltern zogen dann rasch nach Australien, wo sie in ihrer Jugend im Laufsport aktiv war.
Im Frühjahr 1993 startete sie bei ihrem ersten Triathlon und nur 18 Monate später wurde die 23-Jährige und bis dahin noch nahezu unbekannte Emma Carney im November 1994 gleich bei ihrem ersten internationalen Triathlon-Start Weltmeisterin auf der Kurzdistanz. Im November 1997 wurde sie zum zweiten Mal Weltmeisterin auf der Triathlon-Kurzdistanz.
1999 wurde sie Vize-Weltmeisterin Duathlon.
2004 erklärte Emma Carney ihren Rücktritt wegen gesundheitlicher Probleme und sie ist seitdem als Trainerin und Triathlon-Coach aktiv.

## Auszeichnungen
- Sie wurde im April 2012 zusammen mit Loretta Harrop and Jackie Gallagher in die Australian Triathlon Hall of Fame aufgenommen.[2]
- Emma Carney wurde im Jahr 2014 von der International Triathlon Union (ITU) als Anerkennung für ihre sportlichen Leistungen in die Hall of Fame aufgenommen.[3]

## Sportliche Erfolge
| Datum/Jahr    | Rang | Wettbewerb                                       | Austragungsort | Zeit     | Bemerkung                                                                      |
| ------------- | ---- | ------------------------------------------------ | -------------- | -------- | ------------------------------------------------------------------------------ |
| 2003          | 3    | London Triathlon                                 | London         | 02:02:30 | bei der Erstaustragung                                                         |
| 2003          | DNF  | ITU Triathlon World Championships                | Queenstown     | –        |                                                                                |
| 17. Dez. 2000 | 1    | Canberra Half Ironman Triathlon                  | Canberra       | 04:21:02 |                                                                                |
| 5. Nov. 2000  | 1    | Noosa Triathlon                                  | Noosa          | 02:01:06 | Siegerin vor Rebekah Keat (1,5 km Schwimmen, 40 km Radfahren und 10 km Laufen) |
| 30. Apr. 2000 | 7    | ITU Triathlon World Championships                | Perth          | 01:55:55 |                                                                                |
| 12. Sep. 1999 | 3    | ITU Triathlon World Championships                | Montreal       | 01:56:19 |                                                                                |
| 16. Nov. 1997 | 1    | ITU Triathlon World Championships                | Perth          | 01:59:22 | Triathlon-Weltmeisterin auf der Kurzdistanz                                    |
| 19. Mai 1996  | 1    | ITU Triathlon World Cup                          | Gamagori       | 01:57:54 |                                                                                |
| 24. Aug. 1996 | 2    | ITU Triathlon World Championships                | Cleveland      | 01:51:43 | Vize-Weltmeisterin auf der Kurzdistanz hinter Jackie Gallagher                 |
| 12. Nov. 1995 | 7    | ITU Short Distance Triathlon World Championships | Cancún         | 02:07:05 |                                                                                |
| 15. Okt. 1995 | 1    | ITU Triathlon World Cup                          | Sydney         | 02:00:51 |                                                                                |
| 27. Nov. 1994 | 1    | ITU Triathlon World Championships                | Wellington     | 02:03:18 | Triathlon-Weltmeisterin auf der Kurzdistanz                                    |

| Datum/Jahr    | Rang | Wettbewerb                       | Austragungsort | Zeit     | Bemerkung                   |
| ------------- | ---- | -------------------------------- | -------------- | -------- | --------------------------- |
| 17. Okt. 1999 | 2    | ITU Duathlon World Championships | Huntersville   | 01:56:52 | Vize-Weltmeisterin Duathlon |

(DNF – Did Not Finish)